# Святая Кровь и Святой Грааль
«Святая Кровь и Святой Грааль» (англ. The Holy Blood and the Holy Grail) — международный бестселлер Майкла Бейджента, Ричарда Ли и Генри Линкольна, написанный в духе альтернативной истории и эзотерики на тему взаимоотношений Иисуса Христа и Марии Магдалины.
Книга впервые вышла в 1982 году в Лондоне в издательстве Jonathan Cape как неофициальное дополнение к трём документальным фильмам британского телеканала BBC Two, выходивших в историко-популярном проекте «Хроники». Под обложкой впервые выпущена в 1983 году в издательстве Corgi books. Продолжением («сиквелом») стала книга «Мессианское наследие», вышедшая в 1986 году. В 2005 году находилась в импринте Random House — Century была переиздана первичная версия с иллюстрациями и особыми новыми дополнениями. Одним из источников, послуживших основой для написания книги, стала работа французского писателя Жерара де Седе и чертёжника Пьера Плантара «Золото Рен или странная жизнь Беранже Соньера, священника Рен-ле-Шато»(фр. L'Or de Rennes, ou La Vie insolite de Bérenger Saunière, curé de Rennes-le-Château) вышедшая в 1967 году и, затем, переизданная через год под новым названием «Проклятый клад Рен-ле-Шато» (фр. Le Trésor Maudit de Rennes-le-Château).
В своей книге Бейджент, Ли и Линкольн сделали попытку подтвердить гипотезу о том, что исторический Иисус Христос был женат на Марии Магдалине, имел одного или более детей, и эти дети или их потомство переселились на земли современного юга Франции. Здесь они, по мнению авторов книги, породнились со знатными семьями, которые в итоге стали править Францией в качестве династии Меровингов, чьи права на французский престол сегодня отстаивает тайное общество Приорат Сиона. Авторы книги делают вывод, что легендарный Святой Грааль — утроба Марии Магдалины и род монархов, который был произведён ей на свет.
Своим выходом книга вызвала большой интерес к раннехристианской истории у простых читателей. В то же время мнение профессиональных историков и исследователей о книге было повсеместно отрицательным. Они утверждали, что основная часть нареканий к книге заключается в попытке авторов выдать загадки древности и теории заговора как факт, что лжеисторично.
Сами идеи, изложенные в книге были расценены как кощунственные, что привело к запрету в странах с преобладающим числом католиков, как, например, на Филиппинах.
В 1982 году литературовед и литературный критик Энтони Бёрджесс в рецензии на книгу в газете The Observer отмечал, что «это особенность моей бренной души, что я вижу здесь лишь замечательную тему для романа» (поскольку что это тема исторически не подтверждена). И действительно данная тема была в дальнейшем использована Дэном Брауном в вышедшем в 2003 году романе «Код да Винчи». 3 июня 2003 года в передаче NBC Today Браун заявил, что «Роберт Лэнгдон вымышлен, но все произведения искусства, архитектура, тайные ритуалы, тайные общества, все они являются историческими фактами» (англ. Robert Langdon is fictional, but all of the art, architecture, secret rituals, secret societies, all of that is historical fact).

## Предпосылки
После прочтения «Проклятого клада Рен-ле-Шато» Генри Линкольн убедил редакцию BBC Two в рамках историко-популярного проекта "Хроники" сделать серию фильмов, которые привлекут большое внимание зрителей. Линкольн объединил свои усилия с Майклом Бейджентом и Ричардом Ли для углубления изучения материала для предстоящих фильмов. Поиски привели их к лжеисторическим «Тайным досье Анри Лобино» в Национальной библиотеке Франции, которые хотя и утверждают, что рисуют историческую картину сотен веков, но в действительности написаны Пьером Плантаром и Филиппом де Шерези под псевдонимом Филипп Тоскан дю Плантье (фр. Philippe Toscan du Plantier). Не зная о том, что данные документы поддельные, Бейджент, Ли и Линкольн использовали их в качестве основного источника для своей книги.
Сравнивая себя с журналистами, которые сделали достоянием гласности Уотергейтский скандал, авторы утверждали, что только через спекулятивный «синтез можно различить ясную преемственность, единую и согласованную ткань, лежащую в основе любой исторической проблемы». Чтобы осуществить это, надо понимать, что «не достаточно ограничиваться исключительно фактами».

## Содержание
В книге «Святая Кровь и Святой Грааль» Бейджент, Ли и Линкольн представили как факты следующие утверждения для подтверждения своих гипотез:
- существует тайное общество под названием «Приорат Сиона», существующее с 1099 года и имеет великих магистров среди знаменитых людей, таких как Леонардо да Винчи и Исаак Ньютон;
- им создан Орден тамплиеров, выступавший в качестве военного и финансового ответвления;
- его целью было установление Меровингской династии, правившей франками с 457 по 741 годы, на престолах Франции и всей остальной Европы

Авторы перетолковывают «Тайные досье» в свете собственных интересов по расшатыванию традиционного прочтения иудеохристианской истории Римско-католической церковью. Вопреки франкоизраилизму Пьера Плантара, заявляли, что только Меровинги происходили из колена Вениаминова, а также утверждали, что:
- Приорат Сиона оберегает Меровингов, как потомков Иисуса Христа[англ.], и его мнимой жены Марии Магдалины, восходящие к царю Давиду.
- легендарный Святой Грааль является утробой святой Марии Магдалины и священным монаршим происхождением[англ.], которое она дала
- Церковь пыталась истребить все остатки этого рода и их предполагаемых защитников катаров и тамплиеров, для того, чтобы Папа Римский мог занять епископскую кафедру как имеющий апостольское преемство от Святого Петра без опасения быть смещённым узурпатором-антипапой имеющего право первородства от Марии Магдалины

Исходя из всего этого авторы пришли к выводу, что современными целями Приората Сиона являются:
- публичное распечатывание могилы и святилища Сигиберта IV[англ.], наряду с возвращение утерянных сокровищ Иерусалимского Храма, которые якобы содержат сведения о родословной связи Меровингов и Давида, чтобы облегчить их реставрацию во Франции; чтобы вернуть преемственность Давиду Карл Великий просил еврейского эксиларха в Багдаде отправить к нему одного из своих сыновей, который после приезда принял имя Теодорих и получил от Карла во владение княжество Септимания со столицей в Нарбонне. А поскольку сын Теодориха Отиген принял христианство, то потерял право наследования еврейского княжества и стал одним из рыцарей Карла Великого. Он принял Андреевский крест вместе со Звездой Давида, как свой собственный символ.
- возрождение рыцарства и продвижение панъевропейского национализма
- учреждение теократических Соединённых Штатов Европы: Священная Европейская империя, имеющая политическое и религиозное единство посредством создания культа императора меровингского Великого Монарха[англ.], который должен будет занять и светский и Святой престол.
- действительная власть должна осуществляться Приоратом Сиона посредством однопартийного Европейского парламента

Авторы включили в своё повествование антисемитский и антимасонский сборник «Протоколы сионских мудрецов», сделав вывод, что они были основаны на генеральном плане Приората Сиона. Они представили его как наиболее убедительное доказательство существования и деятельности Приората Сиона, утверждая, что:
- подлинный текст на основе которого появились Протоколы, не имеет никакого отношения к иудаизму и всемирному еврейскому заговору, поскольку взят из шотландского устава, который используют высшие масонские иерархи, которые включили в название своих лож слово «Сион»
- подлинный текст не был предназначен для всеобщего ознакомления, но являлся всего лишь программой установления контроля над всем масонством с целью проникнуть и преобразовать церковь и государство согласно принципах эзотерического христианства
- после неудачной попытки получить власть в России во времена правления императора Николая II, Сергей Нилус в 1903 году изменил подлинный текст на поддельный и подстрекательский с целью дискредитировать эзотерическую клику вокруг Папюса, указав на них, как на жидомасонских заговорщиков.
- некоторые вещи из эзотерического христианства в подлинном тексте были опущены Нилусом, что привело к публикации известной антисемитской утки[англ.]

## Влияние и сходства
- Книга Донована Джойса[англ.] «Свиток Иисуса: бомба замедленного действия для христианства?» (англ. The Jesus Scroll: A Time Bomb for Christianity?[англ.]) 1973 года является первой литературной попыткой, где автор утверждает, что Иисус и Мария Магдалина были женаты и имели детей
- В 1987 году фантаст Дэмиен Бродерик[англ.] в журнале Omni опубликовал короткий рассказ «Твоё жало» (англ. Thy Sting), где описал неизвестное количество детей Иисуса и Марии Магдалины, чьи родословные вели к новому воплощению Иисуса в виде голодающей чернокожей девушки в засушливой Африке.
- В 1988 году Умберто Эко в «Маятнике Фуко» вскользь упоминает предположение об отношениях Иисуса и Марии Магдалины (цитата из книги является одним из заголовков глав). Тем не менее Эко, являясь светским гуманистом, отрицательно относится к подобным теориям заговора. В «Маятнике Фуко» посредством сатиры успешно развенчиваются поднятые в книге «Святая Кровь и Святой Грааль» темы.
- В 1991 году в спорной научно-популярной книге «Обман со свитками Мёртвого моря[англ.]» (англ. The Dead Sea Scrolls Deception) Майкл Бейджент и Ричард Ли сделали попытку выдвинуть теорию заговора, обвинив Римско-католическую церковь в замалчивании содержания рукописей Мёртвого моря.
- В 1993 году Филипп Ванденберг в романе «Пятое евангелие» назвал имя мифического сына Христа «Бараббас» и описал борьбу трех тайных противостоящих групп за обладание написанным им самым первым, исходным евангелием.
- В 1994 году Дэфид аб Хъю в романе «Артур-завоеватель» и в сиквеле «За далью волн» использовал отдельные части книги для создания исторической обстановки
- В серии юмористических комиксов «Preacher» Гарт Эннис и Стив Диллон включили тайную организацию под названием «Грааль», которая охраняет потомков Иисуса[англ.] до миллениума
- В 1996 году в серии книг Дети Грааля[англ.] Питер Берлинг[англ.] включил родство Иисуса и Марии Магдалины как основную фабулу произведения.
- В том же году в видеоигре Broken Sword: The Shadow of the Templars есть отсылки к книге, когда молящийся спрашивает кто из героев знает тамплиеров.
- В романе Дмитрия Балашова "Бальтазар Косса" престарелый Иоанн XXIII отказывается присоединиться к тайному обществу, будто бы охраняющему потомков Иисуса и Магдалины.
- В 1999 году в видеоигре Gabriel Knight 3: Blood of the Sacred, Blood of the Damned история отношений Иисуса И Марии Магдалины, включая их потомство, становится ключевой. «Et in Arcadia ego» также является важным предметом, с помощью которого персонажи находят подсказки.
- В 2000 году в фильме «Откровение» использована история в Рен-ле-Шато и Марией Магдалиной связанные с распятием Иисуса Христа.
- В 2003 году в своём конспирологическом романе[англ.] «Код да Винчи» Дэн Браун неоднократно обращался к книге «Святая Кровь и Святой Грааль» как источнику для фабулы. В 2005 году Бейджент и Ли сделали попытку предъявить иск к издательству Random House, где вышла книга Брауна, обвинив последнего в плагиате, поскольку считали, что в «Коде да Винчи» использованы их исследования, а одного из героев зовут Ли (англ.  Leigh) и его фамилия Тибинг (англ. Teabing), что является анаграммой для Бейджент, а также есть описание сильно напоминающее Генри Линкольна. Вдобавок в своём романе Браун упоминает книгу «Святая Кровь и Святой Грааль» как мировой бестселлер и называет главный двигателем своей гипотезы. Иск рассматривался 6 апреля 2006 года в Высоком суде Лондона судьёй Питером Смитом[англ.], который постановил, что «их довод был расплывчат и менял направление в ходе судебного разбирательства и всегда основывался на рыхлой почве», а также отметил, что поскольку книга Брейджета, Ли и Линкольна была опубликована как труд по истории, то его содержание на законных основаниях может быть свободно толковаться в любом последующем художественном произведении без нарушения авторских прав. Было установлено, что судебная тяжба способствовала увеличению продаж книги «Святая Кровь и Святой Грааль» (согласно данным Nielsen BookScan[англ.] и The Bookseller[англ.][17]).
- Идея о том, что Иисус и Мария Магдалина были женаты и имели детей, нашла своё отражение во второй части «Матрицы».[18]
- В комиксе Rex Mundi[англ.] Арвида Нельсона[англ.] изданном в Image Comics и Dark Horse Comics (2003—2009) используются темы и имена из «Святая Кровь и Святой Грааль»
- В 2007 году бельгийский писатель Кристтиан Стикс (англ. Christtian Stickx) опубликовал книгу о нераскрытой краже произведения «Праведные судьи[англ.]» кисти Яна ван Эйка, используя образы из «Святая Кровь и Святой Грааль».[19]
- В 2008 году создатель документальных фильмов Брюс Бёрджесс[англ.] создал фильм «Родословие» (англ. Bloodline), где ссылается на книгу «Святая Кровь и Святой Грааль». Опираясь на свидетельства археолога-любителя под условным наименованием Бен Хаммотт об его открытиях в окрестностях Рен-ле-Шато в 1999 году, Бёрджесс утверждает, что сумел найти клад Франсуа Беранже Соньера: несколько мумифицированных тел (одно из которых, как утверждается, принадлежит Марии Магдалине) в трёх подземных гробницах, созданных тамплиерами по приказу Приората Сиона. 21 марта 2012 года Бен Хаммотт признался и извинился во время подкастингого интервью (с использованием своего настоящего имени Билл Уилкинсон, что всё, что связано с обнаружением могил и смежных артефактов, оказалось простой мистификацией. Показательно, что фактическая могила была в настоящему времени разрушена, чтобы стать частью полного набора, расположенного на складе в Англии.[20][21]
- 18 сентября 2012 года на Международном конгрессе коптологов профессор Гарвардской школы богословия Карен Ли Кинг[англ.] представила сохранившиеся с IV века отрывки текста написанного на папирусе на коптском языке, где присутствовали такие предложения как «Иисус сказал им „моя жена“…». Эти отрывки были копией, и по мнению Кинг, «евангелие было написано на греческом языке во второй половине второго столетия». Карен Кинг и её коллега Анна-Мария Люжендижк для удобства работы с текстом назвали представленный отрывок «Евангелие от жены Иисуса». Кинг подчеркнула, что данный отрывок текста ни в коем случае «не должен преподноситься как доказательство того, что Иисус, историческая личность, на самом деле был женат», это означает лишь то, что ранние христиане писали о безбрачии, поле, браке и ученичестве[22] Тем не менее 28 сентября 2012 года газета Ватикана L'Osservatore Romano в лице своего главного редактора Джованни Марии Виана[англ.] заявила, что «Веские причины приведут к выводу о том, что папирус в действительности неуклюжий подлог. В любом случае, это подделка».[23]
- Чернила, которыми написан текст на отрывке «Евангелия от жены Иисуса», в настоящее время исследован более тщательно, и по состоянию на 10 апреля 2014 года был признан электротехниками, химиками и биологами из Колумбийского и Гарвардского университета, а также Массачусетского технологического института «скорее древним, чем поддельным». Эти учёные утверждают, что даже используя различные микроскопические приборы они сходятся в том, что время появления данного папируса относится к промежутку от IV до VIII веков. Хотя папирус действительно содержит слова «Моя жена […] она сможет быть моим учеником», последний круг исследований показал, что это не подделка. Это древний папирус, написанный древними чернилами, но это не является достаточным доказательством того, что Иисус имел жену или женщину-ученика.[22]

## Критика
Содержащиеся в книге «Святая Кровь и Святой Грааль» утверждения неоднократно были предметом многочисленных расследований и вызывали волны критики на протяжении ряда лет. В то же время расследования таких телеканалов, как BBC, CBS (передача «60 минут»), Channel 4, Discovery Channel, и журнал Time установили, что многие из этих утверждений не заслуживают доверия или голословны.
18 февраля 1982 года в интервью Жаку Праделю (фр. Jacques Pradel) на радио France Inter Пьер Плантар заявил, что 
Я согласен с тем, что «Священная тайна» (французское название «Святая Кровь и Святой Грааль») это хорошая книга, но следует сказать, что есть часть, которая скорее относится к вымыслу, чем к факту, особенно то, что относится к вопросу о родословной Иисуса Христа. Как вы можете обосновать родословную четырёх столетий от Иисуса до Меровингов. Я никогда не представляю себя в качестве потомка Иисуса Христа.Оригинальный текст (англ.)I admit that 'The Sacred Enigma' (French title for 'The Holy Blood and the Holy Grail') is a good book, but one must say that there is a part that owes more to fiction than to fact, especially in the part that deals with the lineage of Jesus. How can you prove a lineage of four centuries from Jesus to the Merovingians? I have never put myself forward as a descendant of Jesus Christ.
Нет никаких ссылок на родословную Иисуса Христа в «Документах Приората Сиона», а ссылка существует только в контексте гипотезы, сделанной авторами «Святая Кровь и Святой Грааль». В документальном фильме «Рассекречивая да Винчи. Заговоры на пробу: Код да Винчи» (англ. Conspiracies On Trial: The Da Vinci Code) телеканала «Discovery Channel» отмечается, что :
Авторы бестселлера 1980-х годов «Святая Кровь и Святой Грааль» перетолковали «Досье» в свете своих собственных библейских навязчивых идей — тайна погребённая в документах перестала быть родословной Меровингов и стала родословной Иисуса Христа — родословная стала вести в потомках Христа Оригинальный текст (англ.)The authors of the 1980s bestseller The Holy Blood and the Holy Grail re-interpreted the Dossiers in the light of their own Biblical obsessions — the secret buried in the documents ceased to be the Merovingian bloodline and became the bloodline of Christ — the genealogies led to Christ's descendants.
В то время, как Пьер Плантар утверждал, что Меровинги были потомками колена Вениаминова, гипотеза о родословной Иисуса находит своё выражение в книге «Святая Кровь и Святой Грааль» взамен того, что Меровинги произошли из дома Давида колена Иудина.

Историк Марина Уорнер оценила первое издание книги «Святая Кровь и Святой Грааль» следующим образом: 
Разумеется нет никакого вреда в том, чтобы думать, что Иисус был женат (не эти авторы первыми предложили это) или, что его потомками были короли Пипин или Карл Мартел. Но вред заключается в грязной лжи и искажённых рассуждениях. Метод пускает ум по ложному пути, затаившейся и явной подложности.Оригинальный текст (англ.)Of course there's not much harm in thinking that Jesus was married (nor are these authors the first to suggest it), or that his descendants were King Pippin and Charles Martel. But there is harm in strings of lurid falsehoods and distorted reasoning. The method bends the mind the wrong way, an insidious and real corruption.

Видный британский историк Ричард Барбер писал: 
Тамплиерско-граальский миф […] в сердцевине всех наиболее пресловутых лжеисторических повествований о Граале; «Святая Кровь и Святой Грааль» классический пример теории заговора в истории. […] В сущности это текст, который прибегает к косвенным намёкам, а не непосредственно к научным обоснованиям в дискуссии. […] По сути вся доказательность сводится к гениально выстроенным рядам предположений в сочетании с притянутыми истолкованиями тех общеизвестных фактов, которые предлагаются.Оригинальный текст (англ.)The Templar-Grail myth… is at the heart of the most notorious of all the Grail pseudo-histories, The Holy Blood and The Holy Grail, which is a classic example of the conspiracy theory of history… It is essentially a text which proceeds by innuendo, not by refutable scholarly debate… Essentially, the whole argument is an ingeniously constructed series of suppositions combined with forced readings of such tangible facts as are offered.
В 2005 году Тони Робинсон в своей передаче «Подлинный код да Винчи» (англ. The Real Da Vinci Code) на телеканале Channel 4 представил критическую оценку основным положениям повествования у Дэна Брауна, как и у Брейджета, Ли и Линкольна. В ней были представлены длительные интервью со многими из главных героев, причастных к появлению массового интереса к теме родословия Иисуса Христа. Арно де Седе, сын Жерара де Седе, решительно заявил, что его отец и Плантар выдумали более чем тысячелетнее существование Приората Сиона, и определил это как «вздор». В передаче ведущим и исследователями был сделан вывод, что утверждения авторов книги «Святая Кровь и Святой Грааль» основаны немногим больше, чем на ряде догадок.
Миф о Приорате Сиона был исчерпывающе разоблачён журналистами и учёными как одна из величайших мистификаций XX века. Дамиан Томпсон выразил озабоченность тем, что распространённость книг, веб-сайтов и фильмов, вдохновлённых этой мистификацией, внесли свой вклад в проблему теории заговора, фолк-хистори и других катавасий, которые стали существенной частью мейнстрима. Дэвид Клинхоффер обеспокоен романтической реакционной идеологией (популяризация Протоколов сионских мудрецов), распространению которой невольно способствуют авторы книги.

Историк Кен Мондшейн (англ. Ken Mondschein) высмеял идею о представленной в книге «Святая Кровь и Святой Грааль» родословной Иисуса: 
Идея втиснуть семейное древо в форму, подобную подстриженному бонсаю также полностью ошибочна. Младенческая смертность в былые времена была до смешного высокой, и вам нужен только один случай несчастного случая или болезни в младенческом возрасте за две тысячи лет, чтобы стереть с лица земли родословную; если даже один брат на поколение выживет для продолжения рода, то число потомков будет увеличиваться в геометрической прогрессии; настраивать детей Христа жениться друг на друге, с другой стороны, и в конце концов они бы  настолько выродились, что дети Божьи имели бы плавательные перепонки на ступнях. Оригинальный текст (англ.)The idea of keeping the family tree pruned to bonsai-like proportions is also completely fallacious. Infant mortality in pre-modern times was ridiculously high, and you'd only need one childhood accident or disease in 2000 years to wipe out the bloodline; if, however, even one extra sibling per generation survived to reproduce, the numbers of descendents would increase at an exponential rate; keep the children of Christ marrying each other, on the other hand, and eventually they'd be so inbred that the sons of God would have flippers for feet.

Литературный редактор газеты The Observer Роберт Маккрам о книге «Святая Кровь и Святой Грааль» отозвался следующим образом: 
Есть нечто именуемое историческим свидетельством — есть нечто именуемое историческим методом — и, если вы оглядите книжные полки магазинов, то много исторического опубликовано, и люди ошибочно принимают этот тип истории за подлинную вещь. Этот сорт книг взывает к огромной аудитории, кто верит в них, как в «историю», но в действительности они ей не являются, они — пародия на историю. Увы, хотя, я думаю, что единственное, что стоит сказать, это путь по которому история идёт сегодня…Оригинальный текст (англ.)There is something called historical evidence – there is something called the historical method – and if you look around the shelves of bookshops there is a lot of history being published, and people mistake this type of history for the real thing. These kinds of books do appeal to an enormous audience who believe them to be 'history', but actually they aren't history, they are a kind of parody of history. Alas, though, I think that one has to say that this is the direction that history is going today…

## Русское издание
На русском языке в первый раз книга опубликована в переводе Ольги Фадиной в 1993 под названием «Священная загадка». В этом переводе также отличаются от текущих русские варианты передачи имён авторов: Бейджент как «Байджент» и Ли как «Лей». В последующих публикациях было принято название, эквивалентное оригинальному (новый перевод О.Фадиной и А.Костровой, 2005) .

## Рецензии
- Burns, Alex. Holy Blood, Holy Grail // Disinfo[англ.]. — 18.10.2000. Архивировано из оригинала 18 апреля 2004 года.
- Mondschein, Ken. Holy Blood, Holy Grail // New York Press[англ.]. — 2004. Архивировано 4 ноября 2014 года.
- Miller, Laura[англ.]. The Da Vinci crock // Salon.com[англ.]. — 2004. Архивировано 4 ноября 2014 года.
- Da Vinci Code bestseller is plagiarism (англ.) // The Daily Telegraph. — 2004. Архивировано 4 ноября 2014 года.
- Raikes, Simon. The Real Da Vinci Code // Channel 4. — 2005. Архивировано из оригинала 5 февраля 2005 года.

## Документальные фильмы
- Код да Винчи // Реальность или фантастика = Is it real?: Da Vinci's Code. — National Geographic Channel, 24.04.2006.